# Sipgate
Sipgate (Eigenschreibweise nur in Kleinbuchstaben) ist ein Internet-Telefonie-Anbieter mit Sitz in Deutschland, betrieben von der Sipgate GmbH, Düsseldorf. Sipgate ist zudem im Vereinigten Königreich verfügbar und war von Juni 2009 bis Oktober 2013 in den USA vertreten. In Österreich wurde der Dienst zum 31. Dezember 2013 eingestellt.
Kerngeschäft des Unternehmens ist die Vermittlung von In- und Auslandstelefonaten. Die Nutzer können mit allen SIP-kompatiblen Endgeräten telefonieren, wie mit VoIP-Telefonen, Softphones und per AT-Adapter auch mit analogen oder DECT-Telefonen. Netzinterne Gespräche sind dabei kostenlos, Verbindungen per SIP-Adresse werden nicht unterstützt.
Sipgate bietet Rufnummern aus allen deutschen Ortsnetzen sowie – abhängig vom jeweiligen Produkt – aus dem Ausland an. Zudem können Kunden SMS und Faxe verschicken.
Mit dem virtuellen Netzbetreiber Sipgate Wireless GmbH (gegründet als Vintage Wireless Networks) verfügt Sipgate seit 2012 über ein eigenes Mobilfunknetz, das auf die technische Infrastruktur von Telefónica zugreift und mitnutzt. Über das Tochterunternehmen werden die Mobilfunkdienste von Sipgate abgewickelt, die über Ortsrufnummern und Mobilfunknummern erreichbar sind.

## Produkte
Sipgate bietet für Firmenkunden folgende VoIP-Produkte und Dienste an:
Sipgate
Sipgate ist eine internetbasierende Telefonanlage für Firmenkunden, welche über verteilte Standorte hinweg genutzt werden kann. In allen verfügbaren Tarifen kann Mobilfunk optional zugebucht werden. Dies ermöglicht es, Mobiltelefone wie Nebenstellen einer Telefonanlage zu nutzen.
Durch die Integration von AI-Funktionen wie Assist und Frontdesk können wiederkehrende Aufgaben automatisiert und standardisiert abgearbeitet werden.

Sipgate Trunking
Sipgate Trunking bindet VoIP-fähige Telefonanlagen via Breitband ans Telefonnetz an.

Satellite
Satellite ist eine App für Smartphones und Tablets mit eigener Mobilfunknummer, die das mobile Telefonieren unabhängig von einer SIM-Karte macht, was allerdings die Verfügbarkeit von VoIP am jeweiligen Aufenthaltsort voraussetzt.
Ausgehende Anrufe sind jedoch auf 63 Länder beschränkt und es ist nicht möglich, kostenpflichtige Sonderrufnummern oder Notrufnummern anzurufen. Auch das Senden und Empfangen von SMS ist nicht möglich. Satellite ist ein Freemium-Angebot, jeder Kunde erhält eine Mobilfunknummer und 100 Freiminuten pro Monat. Darüber hinaus wird eine kostenpflichtige Businesslösung mit satellite business angeboten.

sipgate.io
Mittels Programmierschnittstellen werden Anruf-Informationen an eine URL übergeben. Die XML-basierte Antwort darauf kann individuell beeinflusst werden.

Sipgate AI Frontdesk
Bei der Standalone-Lösung Sipgate AI-Frontdesk handelt es sich um einen digitalen Empfangsservice. Mithilfe entsprechender AI-Funktionalitäten kann dieser Anrufe entgegennehmen, beantworten oder weiterleiten. Ferner kann die Lösung Anrufe dokumentieren, analysieren und zusammenfassen.

### Sipgate AI Assist
Bei Assist übernimmt die Sipgate AI von den Telefonierenden Routineaufgaben. Zu Assist gehören Funktionen wie z.B Transcriptions, Summaries, Smart Answers, Topics und To-dos.

### Sipgate App
Die Sipgate App erweitert die klassischen Funktionen eines Tischtelefons um zahlreiche AI-Features und kollaborative Eigenschaften. Außerdem wird die Anbindung an bestehende CRM-Systeme ermöglicht.